# Данијел Гонзалес (јутјубер)
Данијел Џејмс Гонзалез (рођен 12. јуна 1994. године), је амерички јутјубер, музичар и бивши вајнер.

## Каријера
Гонзалез је своју каријеру почео 2013. године на вајну правећи хумористичне скечеве. Касније у 2016. години је учествовао у вајновој мини серији: "Camp unplung" . Пре гашења вајна Гонзалез је имао скоро три милиона претплатника. У међувремену 2014. године је отворио и јутјуб канал и почео своју јутјуб каријеру.
Своју стенд-ап турнеју под називом "Ми смо два различита човека" почео је 2019. године са Дру Гуденом док је Кертис Конер отварао турнеју својим наступом. Турнеја је добила такав назив због сличности између Гонзалеза и Гудена јер обојица себе описују као "Мршави белци на интернету".

## Јутјуб садржај
Гонзалезов видео садржај је често коментар на различите аспекте интернет културе, критике јутјуба, нискобуџетних филмова и коментаре упоштено о култури. Његови видео садржаји о каналу "Трум трум" су прославили његов канал
. Такође је познат по својим критикама упућеним јутјуберима Џејку и Логану Полу, као и по музичким пародијама које снима. Гонзалез своје гледаоце назива "Грег". Повезују га са јутјуб комичарима: Дру Гуден, Кертис Конер и Коди Ко.

## Приватни живот
Гонзалез је похађао средњу школу  "Wheaton North High" где је био члан говорничког тима школе. Дипломирао је 2016. године на факултету "Georgia Institute of Technology". Годину дана касније оженио се својом дугогодишњом девојком Лором.

## Номинације
1) 10th Shorty awards (јутјуб комичар) 2018. године.
2) 9th Streamy awards (први пут номиновани креатор) 2019. године.
3) 10 Streamy аwards (категорија: критичара) 2020. године.
4) 11th Streamy awards (Категорија: критичар) 2021. године.